# Tithaeus javanus
Tithaeus javanus is een hooiwagen uit de familie Tithaeidae. De originele naamcombinatie (protoniem) is Tithaeus javanus Roewer, 1949. De huidige (vanaf 2023) geldig wetenschappelijke naam van Tithaeus javanus Gaat terug op Carl Frederick Roewer.